# Kenefic
Kenefic és un poble dels Estats Units a l'estat d'Oklahoma. Segons el cens del 2000 tenia 192 habitants.

## Demografia
Segons el cens del 2000, Kenefic tenia 192 habitants, 69 habitatges, i 48 famílies. La densitat de població era de 75,6 habitants per km².
Dels 69 habitatges en un 36,2% hi vivien nens de menys de 18 anys, en un 56,5% hi vivien parelles casades, en un 11,6% dones solteres, i en un 29% no eren unitats familiars. En el 23,2% dels habitatges hi vivien persones soles el 13% de les quals corresponia a persones de 65 anys o més que vivien soles. El nombre mitjà de persones vivint en cada habitatge era de 2,78 i el nombre mitjà de persones que vivien en cada família era de 3,35.
Per edats la població es repartia de la següent manera: un 32,8% tenia menys de 18 anys, un 8,3% entre 18 i 24, un 31,3% entre 25 i 44, un 17,2% de 45 a 60 i un 10,4% 65 anys o més.
L'edat mediana era de 29 anys. Per cada 100 dones de 18 o més anys hi havia 98,5 homes.
La renda mediana per habitatge era de 23.036 $ i la renda mediana per família de 24.464 $. Els homes tenien una renda mediana de 22.500 $ mentre que les dones 19.375 $. La renda per capita de la població era de 10.763 $. Entorn del 21,8% de les famílies i el 23,9% de la població estaven per davall del llindar de pobresa.

## Poblacions més properes
El següent diagrama mostra les poblacions més properes.